# إليزابيث أندرسن
إليزابيث أندرسن (بالهولندية: Elisabeth Andersen) هي ممثلة هولندية، ولدت في 1920 في لاهاي في هولندا، وتوفيت في 3 أكتوبر 2018 في هارلم في هولندا. من الجوائز التي نالتها Theo d'Or ‏.

## جوائز
- Theo d'Or [الإنجليزية]‏

## وصلات خارجية
- إليزابيث أندرسن على موقع IMDb (الإنجليزية)